# Macedònia al Festival de la Cançó d'Eurovisió 2012
| Edició                   | 2012                         |
| Televisio(ns) implicades | MRT                          |
| Nom de la preselecció    | Per determinar               |
| Dates                    | Per determinar               |
| Format                   | Elecció interna de l'artista |
| Presentadors             | Per determinar               |
| Nombre de participants   | 1                            |

La televisió macedònia va anunciar el 19 de novembre de 2011 el nom de l'artista que havia escollit internament perquè representi la república balcànica a l'edició de 2012.

## Organització
Elecció interna de l'artista. Aquesta escull la cançó que interpretarà al Festival.

## Candidats
Kaliopi representarà l'ARI de Macedònia al Festival de 2012. L'artista ha declarat que interpretarà la seva cançó en llengua macedònia.

El 16 de gener de 2012 es va revelar que el títol de la cançó escollida per l'artista és Black and white, composta per Romeo Grill.